# کوه تاته
کوه تاته (به ژاپنی: 立山 Tate-yama) در استان تویاما، ژاپن واقع شده و یکی از سه کوه مقدس ژاپن است. 